# Skibotn
Skibotn (nordsamiska: Ivgobahta, kvänska: Markkina eller Yykeänperä) är en tätort med 524 invånare (2017) i Storfjords kommun, vid Lyngenfjorden i Troms fylke i Nordnorge. Orten ligger vid Europavägarna E6, och E8. Den senare vägen tar av i Skibotn och leder in i Finland. 
Under andra världskrigets slutskede var Skibotn den nordligaste platsen som klarade sig från att bli bränd av tyskarna under deras reträtt från Finnmark. Skibotn är också känd för sitt torra och förhållandevis varma klimat, vilket gjort området gynnsamt för astronomiska observationer. I Skibotndalen finns också ett astronomiskt observatorium, som tidigare använts av Universitetet i Tromsø.

## Marknadsplatsen i Skibotn
Huvudartikel: Marknadsplatsen i Skibotn
Marknaden i Skibotn var den största i Nord-Troms under flera hundra år, och marknadsplatsen hade en rad stora och små marknadsbodar, där det en gång om året bedrevs handel. Marknadsplatsen består idag av både ursprungliga och rekonstruerade bodar och vårdas av Nord-Troms Museum. De äldsta byggnaderna har funnits på denna plats sedan 1880-talet, och den stora Rasch-gården, som ligger bredvid, är från omkring 1840.
Det är inte känt när marknader i Skibotn började, men det finns vissa källor som anger att handel har förekommit sedan 1608. På 1700-talet var det två marknader om året, båda vintertid. Senare ökade antalet till tre. Marknaden var en viktig mötesplats, där handelsmän, småbrukare, fiskare, kväner och samer möttes. Marknaden var ett möte mellan tre etniska grupper med tre olika språk och kulturer. Varor, som det handlades med, var bland annat ripor, renkött, kaffe, socker, mjöl, fisk och yllevaror. Regelbunden marknadshandel upphörde i mitten av 1930-talet.

## Bönehuset i Skibotn
Den læstadianska väckelserörelsen fick tidigt fotfäste i Skibotn. De två första læstadianerpredikanterna sändes till marknaden i Skibotn av Lars Levi Læstadius hösten 1848. Väckelsen slog rot i nejden under 1850-talet. En insamling för att bygga ett bönehus startade 1890 och ett bönehuset kunde i en första etapp tas i bruk under första delen av 1890-talet. Det har sedan byggts ut i många omgångar. År 1931 blev det en korskyrka.
Altartavlan är målad av Eero Nelimarkka.

## Skibotn observatorium
I Skibotndalen finns på 200 meters höjd över havet ett astronomiskt observatorium (69°20′54″N 20°21′54″Ö / 69.34833°N 20.36500°Ö), som användes av Nordlysobservatoriet samt Universitetet i Tromsø från 1960-talet fram till 2004. Det sköts numera av Tromsø Astronomiförening. Observatoriet har ett teleskop med en 50 centimeters reflektor.
Tromsø geofysiske observatorium har i närheten en 32 MHz riometer.

## Skibotn feltstasjon
Universitetet i Tromsø har sedan början av 1980-talet en fältstation i Skibotndalen, omkring sex kilometer från Skibotn. Den används framför allt av institutionerna för biologi, geologi, botanik, fysik och astrofysik.

## Markstation för höghöjdsradar
I september 2017 inleddes anläggande av en markstation för en ny höghöjdsradar i Skibotndalen (69°20′42″N 20°19′17″Ö / 69.34500°N 20.32139°Ö) för Eiscats projekt "Eiscat 3D". Inom detta forskningsprojekt ska radarsignaler sändas från en radaranläggning med 10.000 antenner i Skibotn och tas emot i Skibotn samt i Kaisaniemi i Kiruna kommun och i Karesuvanto i Finland.

## Bilder

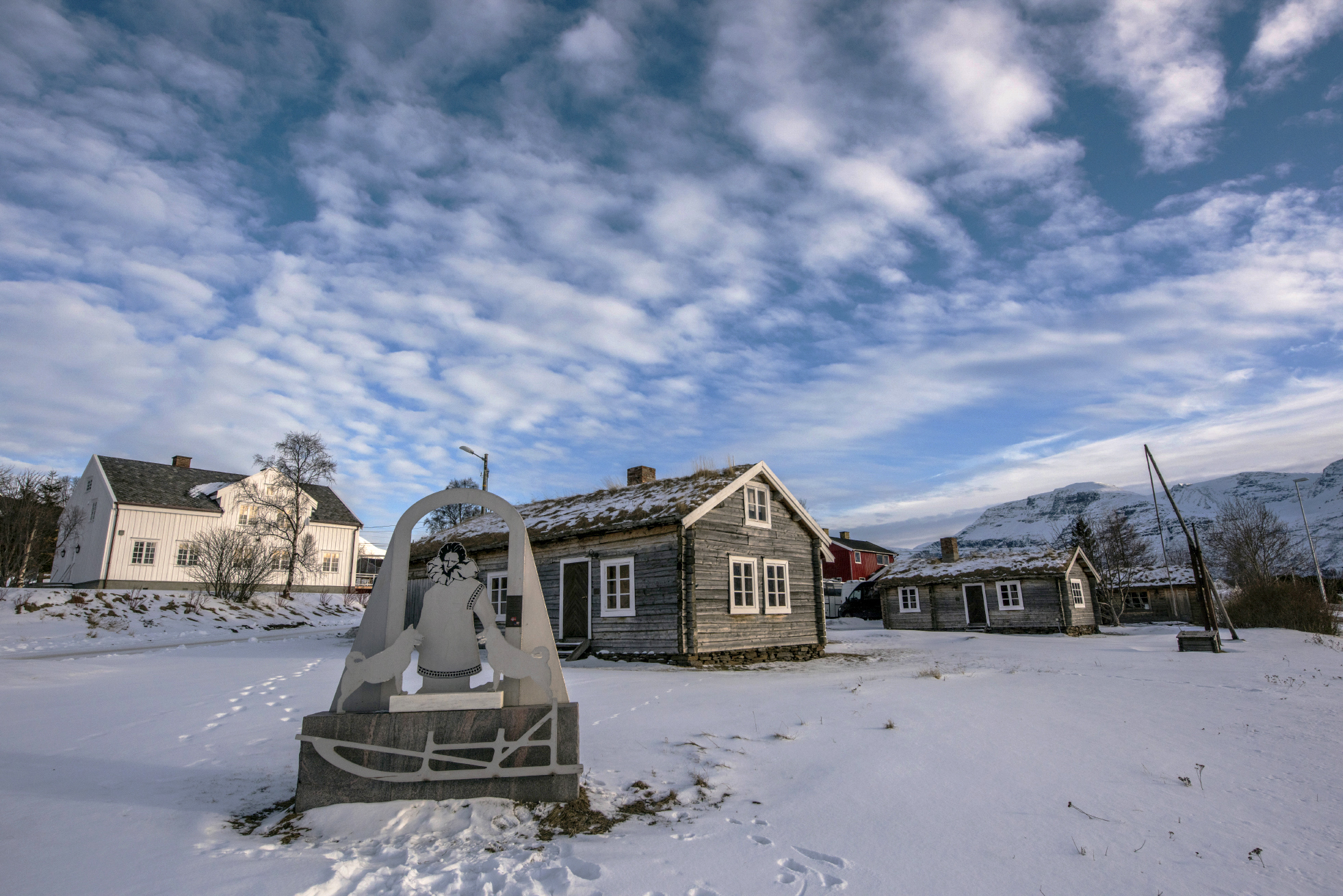
Marknadsplatsen i Skibotn.
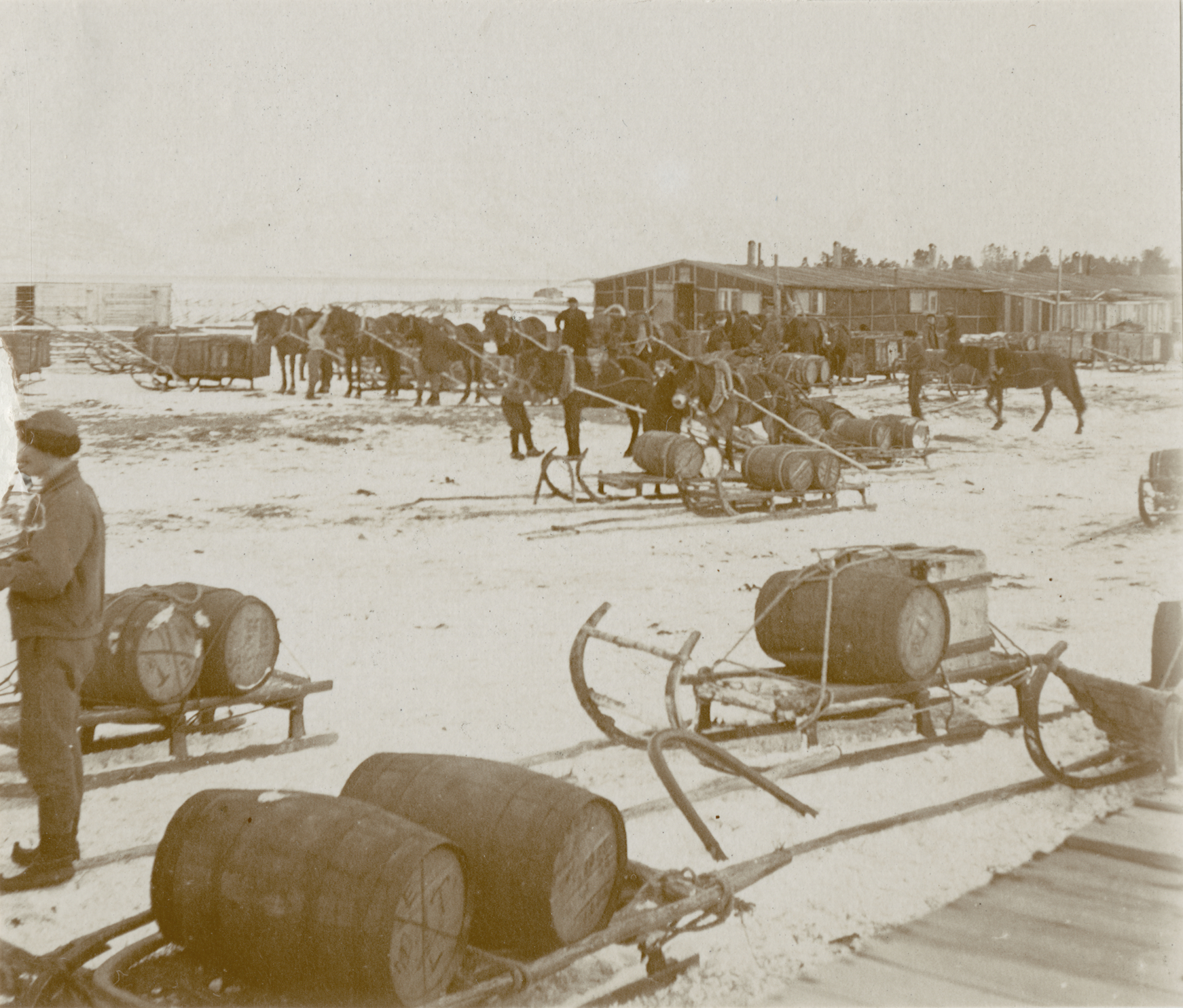
Marknad i Skibotn 1917.
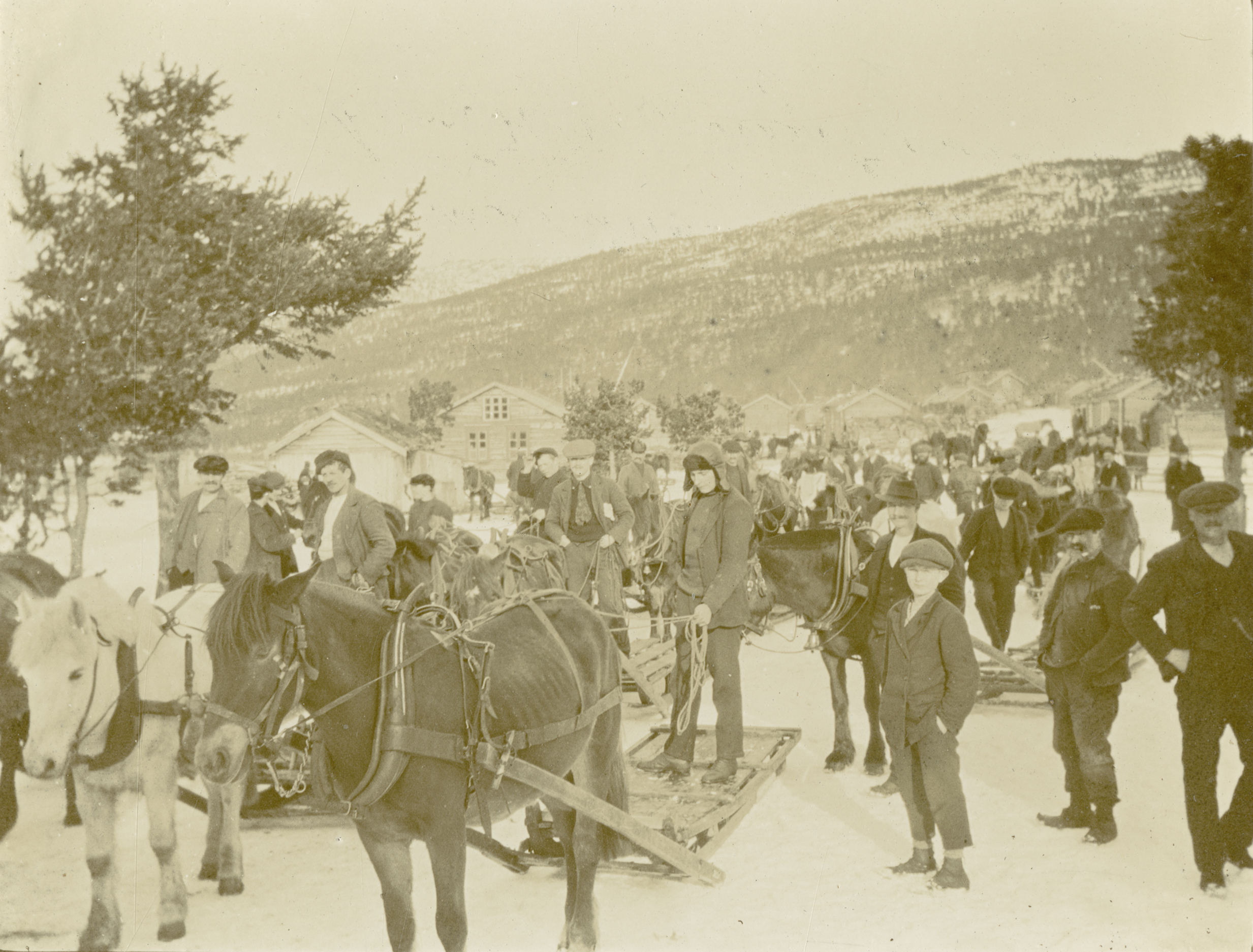
Marknad i Skibotn den 17 mars 1918.
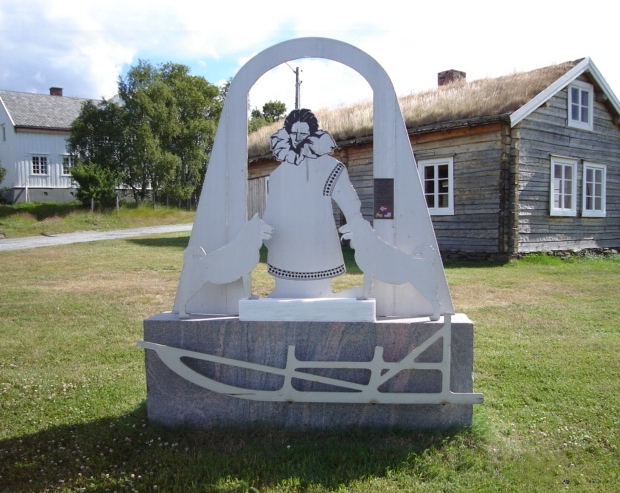
Minnesmärket över Leonhard Seppala.
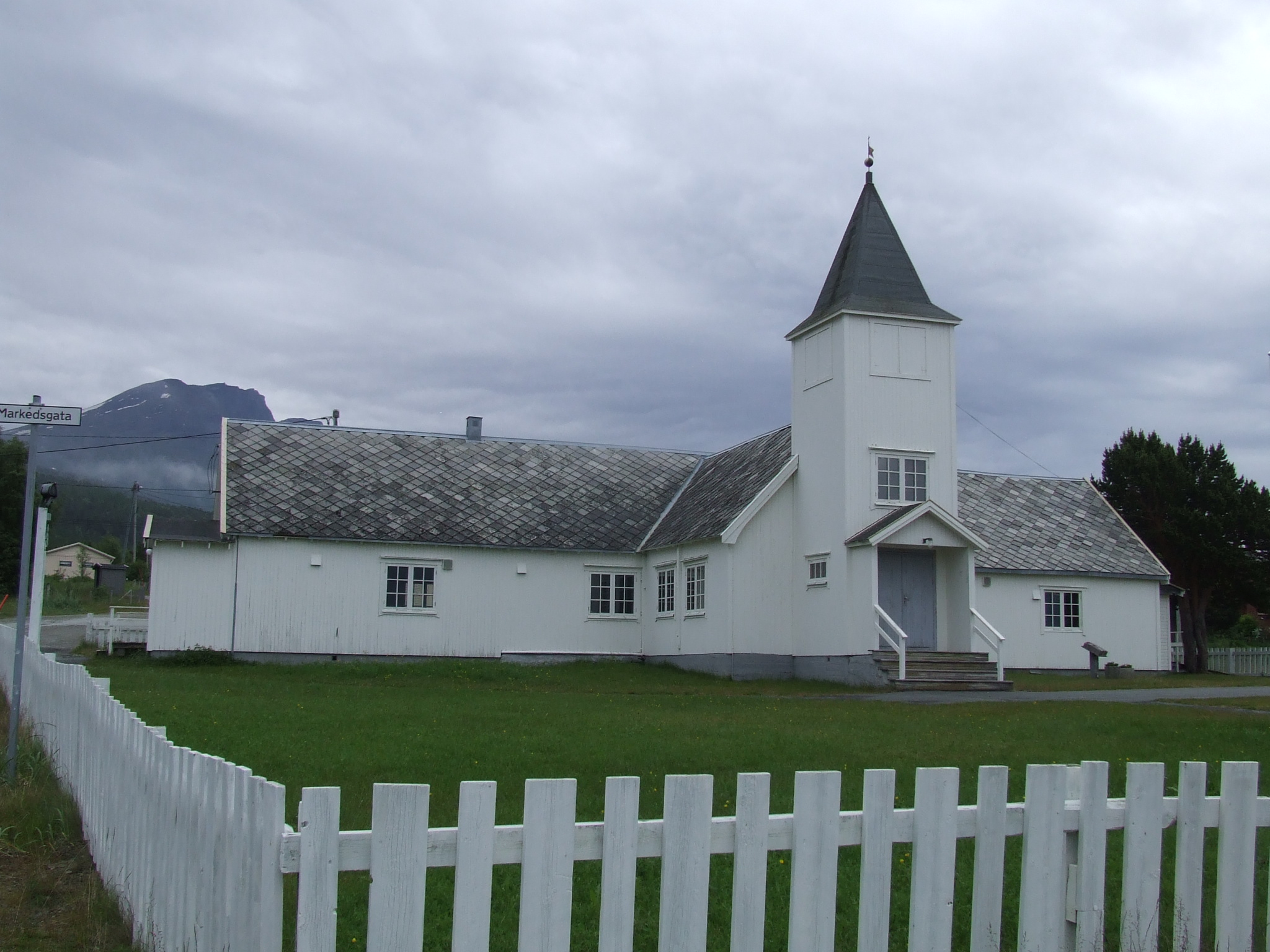
Bönehuset i Skibotn.
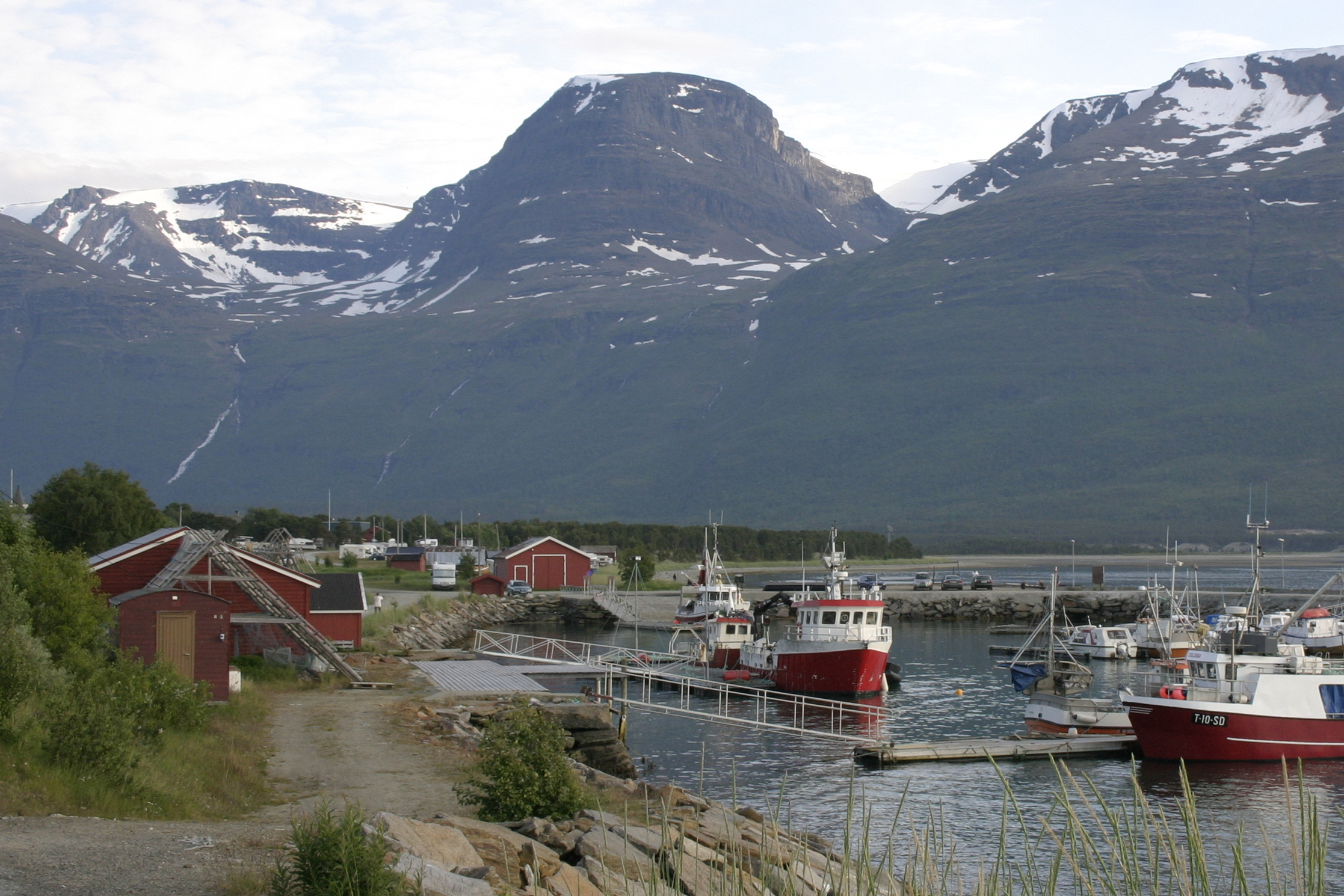
Hamnen i Skibotn.